# Comuna Cerașu, Prahova
Cerașu este o comună în județul Prahova, Muntenia, România, formată din satele Cerașu (reședința), Slon, Valea Borului, Valea Brădetului, Valea Lespezii și Valea Tocii.

## Așezare
Comuna Cerașu este situată în partea de nord-est a județului, în zona montană a acestuia, la 45 km de reședința Ploiești, pe valea Drajnei și a Drajnuței, la limita cu județele Brașov și Buzău. Are ca vecini: la nord – comuna Chiojdu (județul Buzău) și comuna Vama Buzăului (județul Brașov), la sud – comunele Drajna și Izvoarele; la vest – comuna Măneciu, la est – comunele Starchiojd și Posești. Satul Cerașu este o așezare submontană înconjurată de culmi și piscuri muntoase ca: Vârful lui Crai, Clăbucetul, Leurdeanul, Căprioru și Chimniți.
Este străbătută de șoseaua județeană DJ230, care o leagă spre sud de Drajna. În extremitatea nordică a comunei se află pasul Tabla Buții, pe care se poate traversa spre nord în comuna brașoveană Vama Buzăului, dar, deși un drum important în Evul Mediu, acesta nu mai este astăzi folosit, pe el existând doar trasee turistice și drumuri forestiere.

## Demografie
Componența etnică a comunei Cerașu
     Români (94,95%)
     Alte etnii (5,05%)
Componența confesională a comunei Cerașu
     Ortodocși (93,4%)
     Alte religii (1,29%)
     Necunoscută (5,31%)
Conform recensământului efectuat în 2021, populația comunei Cerașu se ridică la 4.196 de locuitori, în scădere față de recensământul anterior din 2011, când fuseseră înregistrați 4.628 de locuitori. Majoritatea locuitorilor sunt români (94,95%). Din punct de vedere confesional, majoritatea locuitorilor sunt ortodocși (93,4%), iar pentru 5,31% nu se cunoaște apartenența confesională.

## Politică și administrație
Comuna Cerașu este administrată de un primar și un consiliu local compus din 13 consilieri. Primarul, Alin-Remus Staicu[*], de la Partidul Național Liberal, este în funcție din octombrie 2020. Începând cu alegerile locale din 2024, consiliul local are următoarea componență pe partide politice:
|  | Partid                          | Consilieri | Componența Consiliului | Componența Consiliului | Componența Consiliului | Componența Consiliului | Componența Consiliului | Componența Consiliului | Componența Consiliului | Componența Consiliului | Componența Consiliului |
|  | ------------------------------- | ---------- | ---------------------- | ---------------------- | ---------------------- | ---------------------- | ---------------------- | ---------------------- | ---------------------- | ---------------------- | ---------------------- |
|  | Partidul Național Liberal       | 9          |                        |                        |                        |                        |                        |                        |                        |                        |                        |
|  | Partidul Social Democrat        | 3          |                        |                        |                        |                        |                        |                        |                        |                        |                        |
|  | Alianța pentru Unirea Românilor | 1          |                        |                        |                        |                        |                        |                        |                        |                        |                        |

## Istorie
În trecut, a făcut parte din fostul județ Săcuieni (Saac).  La sfârșitul secolului al XIX-lea, comuna avea o structură similară cu cea actuală, fiind formată din satele Cerașu, Valea Borului, Valea Tocii, Slon și Brădetul și aflându-se în plaiul Teleajen al județului Prahova. Avea un total de 2568 de locuitori (inclusiv câteva familii de bulgari și greci), o școală, funcțională din 1887, în care în 1894 învățau 35 de elevi (din care 9 fete) și două biserici în satele Cerașu și Slon, înființate de localnici în anii 1887, respectiv 1879.
În 1925, anuarul Socec consemnează doar satele Slon și Cerașu, în aceeași plasă Teleajen. În 1931, satele Slon și Cerașu s-au separat, fiecare dintre ele formând o comună de sine stătătoare.
În 1950, ele au fost incluse în raionul Teleajen din regiunea Prahova, apoi (după 1952) din regiunea Ploiești. În 1968, comunele au fost reunite în forma lor din 1968, cu reînființarea vechilor sate Valea Tocii, Valea Borului și Valea Brădetului, precum și a noului sat Valea Lespezii. Ea face parte de atunci din județul Prahova, reînființat la 1968.

## Monumente istorice
În comuna Cerașu se află două situri arheologice de interes național: cetatea de „la Ciugă” sau „la Comoară” (secolele al IX-lea–al XI-lea) și cetatea Tabla Buții (secolele al XIII-lea–al XIV-lea). În zona montană la nord de satul Slon se află cimitirul eroilor din Primul Război Mondial (începutul secolului al XX-lea), monument istoric memorial sau funerar de interes național. Tot de interes național este și ansamblul gospodăriei preot Georgescu (1880) din Slon.
În rest, alte treizeci de obiective din comună sunt incluse în lista monumentelor istorice din județul Prahova ca monumente de interes local, toate fiind clasificate ca monumente de arhitectură: în satul Cerașu sunt un ansamblu rural și casele Ion Staicu, Maria A. Popescu, Vasilica Ciuciulă, Elena Gh. Macovei, Elena Oncioiu, Maria Manolache (sfârșitul secolului al XIX-lea), Alexe Gh. David (1906), precum și casa cu prăvălie Mihai I. Dobrogeanu (1926); în satul Slon se află un alt ansamblu rural (mijlocul secolului al XIX-lea–mijlocul secolului al XX-lea), și casele Ion Crăciun, Floarea Frâncu, Elena Ogrezeanu (sfârșitul secolului al XIX-lea), Aurelian Popa (1908), Ion St. Cursaru, Valerica David (începutul secolului al XX-lea), Ion V. Perțea (1919), Aurelian Cătunescu (1920) și Georgeta Barbu (1921), casele cu parter comercial Voica Popa (1920) și Gheorghe Popa (1933) și casa cu prăvălie Gheorghe Staicu (1918); în satul Valea Borului se află casele Filofteia Onea (1894) și Elena Moinea (1927); și în satul Valea Lespezii există casele Stelian Constantinescu, Elena C. Boieroiu (sfârșitul secolului al XIX-lea), Floarea Pasăre Marin (1900) și Mihai Blaga (1930).